# 小島清 (経済学者)
小島 清（こじま きよし、1920年5月22日 - 2010年1月7日）は、日本の経済学者。一橋大学名誉教授。専門は国際経済学。

## 学歴
1920年愛知県名古屋市中区流町の困窮小売商・瀬見井家に生まれる。1938年愛知県商業学校（現愛知県立愛知商業高等学校）卒業（首席）。同年小島家の養子となる。1938年名古屋高等商業学校（現名古屋大学）に無試験入学、1941年同卒業、1943年9月東京商科大学（現一橋大学）（赤松要ゼミナール）を繰り上げ卒業、同年同大特別研究生となる。大学附属東亜経済研究所所員時代、江口定条初代如水会理事長が軍需省から大学キャンパスを守るため、キャンパス内に学生などが住めるよう設立した如水寮に居住。

## 職歴
1945年東京産業大学（現一橋大学）助手就任。1943年財団法人郷男爵記念会懸賞論文一等入選、1949年東京商科大学（現一橋大学）助教授。リーズ大学、ハーヴァード大学経済学部、プリンストン大学、ブルッキングス研究所、トロント大学、モントリオール大学、シカゴ大学等への留学を経て、1960年一橋大学教授、1967年から1969年まで一橋大学経済学部長、1984年同大名誉教授（定年退官）。1984年から1991年まで国際基督教大学教授、1991年から1997年まで駿河台大学教授。後に国際基督教大学社会科学研究所顧問。1996年、勲二等瑞宝章受章。2010年胃潰瘍のため死去。享年89。叙正四位。

## 社会的活動
社団法人世界経済研究協会理事長、経済安定本部国民所得調査連絡協議会委員、統計審議会専門委員、通商産業省構造調査会専門委員、経済審議会専門委員、産業構造審議会委員、資源調査会専門委員、外務事務官、外務公務員採用上級試験委員等を歴任。1978年から1982年まで日本国際経済学会理事長、後同学会顧問。2005年日本国際経済学会において小島清賞が創設された。

## 日本国際経済学会小島清賞
小島清賞研究奨励賞は、国際経済研究において特に優れた業績を上げた者に授与される。
小島清賞優秀論文賞は、日本国際経済学会機関誌の特に優れた論文の著者に対して授与される。

## 門下
弟子に山澤逸平（一橋大学名誉教授）、池間誠（一橋大学名誉教授、元日本国際経済会理事長）、小田正雄（元関西大学教授）、唐澤延行（元中央大学教授）、佐竹正夫（東北大学名誉教授）、トラン・ヴァン・トゥ（早稲田大学教授）、中沢進一（青山学院大学教授）、久保田肇（北海道大学教授）、鈴木典比古（第11代国際基督教大学学長、第2代国際教養大学学長）、松田智（北九州市立大学）、高山晟（南イリノイ大学教授）等。

## 親族
妻圭子は瓜谷長造（実業家）の娘で、板垣與一の妻の妹でもあり、板垣の紹介で結婚した。

## 著書

### 単著
- 『自由貿易理論の研究』（黎明書房、1948年）
- 『外国貿易』（春秋社、1950年）
- 『国際経済理論の研究』（東洋経済新報社、1952年）
- 『交易条件』（勁草書房、1956年）
- 『日本貿易と経済発展』（国元書房、1958年）
- 『世界経済と日本経済』（全国地方銀行協会、1959年）
- 『世界経済と日本貿易』（勁草書房、1962年）
- 『EECの経済学』（日本評論新社、1962年）
- 『低開発国の貿易：貿易開発会議への提案』（国元書房、1964年）
- 『日本貿易と関税引下げ：ケネディ・ラウンドの効果』（東洋経済新報社、1965年）
- 『世界経済入門：日本貿易の環境』（日本経済新聞社、1966年）
- 『太平洋経済圏と日本』（国元書房、1969年）
- Japan and a Pacific Free Trade Area, (University of Tokyo Press, 1971).
- Nontariff barriers to Japan's trade, (Japan Economic Research Center, 1971).
- 『世界貿易と多国籍企業』（創文社、1973年）
- 『世界経済新秩序と日本』（日本経済新聞社、1975年）
- An organisation for pacific trade, aid and development : a proposal, (Australian National University, 1976)
- Japan and a new world economic order, (Croom Helm, 1977)
- 『海外直接投資論』（ダイヤモンド社、1977年）
- 『多国籍企業の直接投資』（ダイヤモンド社、1981年）
- 『日本の海外直接投資：経済学的接近』（文眞堂、1985年）
- 『海外直接投資のマクロ分析』（文眞堂、1989年）
- 『応用国際経済：自由貿易体制』（文眞堂、1992年）
- 『雁行型経済発展論〔第1巻〕日本経済・アジア経済・世界経済』（文眞堂、2003年）
- 『雁行型経済発展論〔第2巻〕アジアと世界の新秩序』（文眞堂、2004年）
- 『雁行型経済発展論〔第3巻〕国債経済と金融機構』（文眞堂、2006年）

### 共著
- （赤松要）『世界経済と技術』（商工行政社、1943年）
- （山田雄三）『所得・貿易の国際比較』（実業之日本社、1949年）
- （島野卓爾・渡部福太郎）『経済成長と貿易構造』（勁草書房、1968年）
- （Terutomo Ozawa）Japan's general trading companies : merchants of economic development, (Development Centre of the Organisation for Economic Co-operation and Development, 1984)
- （小澤輝智）『総合商社の挑戦：経済開発のマーチャント』（産業能率大学出版部、1984年）

### 編著
- 『論争・経済成長と日本貿易』（弘文堂、1960年）
- 『東南アジア経済の将来構造』（アジア経済研究所、1962年）
- Papers and proceedings of a conference held by the Japan Economic Research Center, in January 1968, (Japan Economic Research Center, 1968).
- 『太平洋経済圏』（日本経済新聞社、1968年）
- Papers and proceedings of a conference held by the East-West Center, Honolulu, in January 1969, (Japan Economic Research Center, 1969).
- Structural adjustments in Asian-Pacific trade : papers and proceedings of the Fifth Pacific Trade and Development Conference sponsored by the Economic Research Center and the Japan Institute of International Affalrs [i.e. Affairs] January 1973, (Japan Economic Research Center, 1973).
- Australia, Japan and the resource goods trade, (Japan Economic Research Center, 1974).
- Harmonisation of Japanese and Australian economic policies, (Japan Economic Research Center, 1975).
- 『東アジア経済と日本』（日本国際問題研究所、1975年）
- 『学問遍路：赤松要先生追悼論集』（世界経済研究協会、1975年）
- 『日豪経済関係の基本問題』（日豪調査委員会、1977年）

### 共編著
- （大来佐武郎）『アジア太平洋協力への展望』（日本国際問題研究所、1971年）
- （小宮隆太郎）『日本の非関税障壁』（日本経済新聞社、1972年）
- （松永嘉夫）『世界経済と貿易政策』（ダイヤモンド社、1972年）
- （大来佐武郎）『アジア太平洋経済圏』（日本国際問題研究所、1973年）
- （Peter Drysdale）Australia-Japan economic relations in the international context : recent experience and the prospects ahead, (Australia-Japan Economic Relations Research Project, 1978).
- （日豪調査委員会）『豪州経済ハンドブック』（日本経済新聞社、1981年）

### 訳書
- R.ヌルクセ『国際通貨：20世紀の理論と現実』（村野孝との共訳、東洋経済新報社、1953年）
- ノーマン・S・ブキャナン、ハワード・S・エリス『後進国開発の展望』（監訳、東洋経済新報社、1958年）
- ハリー・ジョンソン『外国貿易と経済成長』（監修、柴田裕訳、弘文堂、1960年）
- R.トリフィン『金とドルの危機：新国際通貨制度の提案』（村田孝との監訳、勁草書房、1961年）
- アルバート.O.ハーシュマン『経済発展の戦略』（監修、麻田四郎訳、巌松堂出版、1961年）
- S.B.リンダー『国際貿易の新理論』（山澤逸平との共訳、ダイヤモンド社、1964年）
- ラ・ミント『70年代の東南アジア経済：アジア開銀・ミント報告　緑の革命から経済発展へ』（監訳、日本経済新聞社、1971年）
- ポール・A・サミュエルソン『国際経済学』（篠原三代平・佐藤隆三責任監修、勁草書房、1983年）
- ダグラス・A・アーウィン『自由貿易理論史：潮流に抗して』（監修、麻田四郎訳、文眞堂、1999年）